# Tetraria bromoides
Tetraria bromoides är en halvgräsart som först beskrevs av Jean-Baptiste de Lamarck, och fick sitt nu gällande namn av Hans Heinrich Pfeiffer. Tetraria bromoides ingår i släktet Tetraria och familjen halvgräs. Inga underarter finns listade i Catalogue of Life.

## Bildgalleri

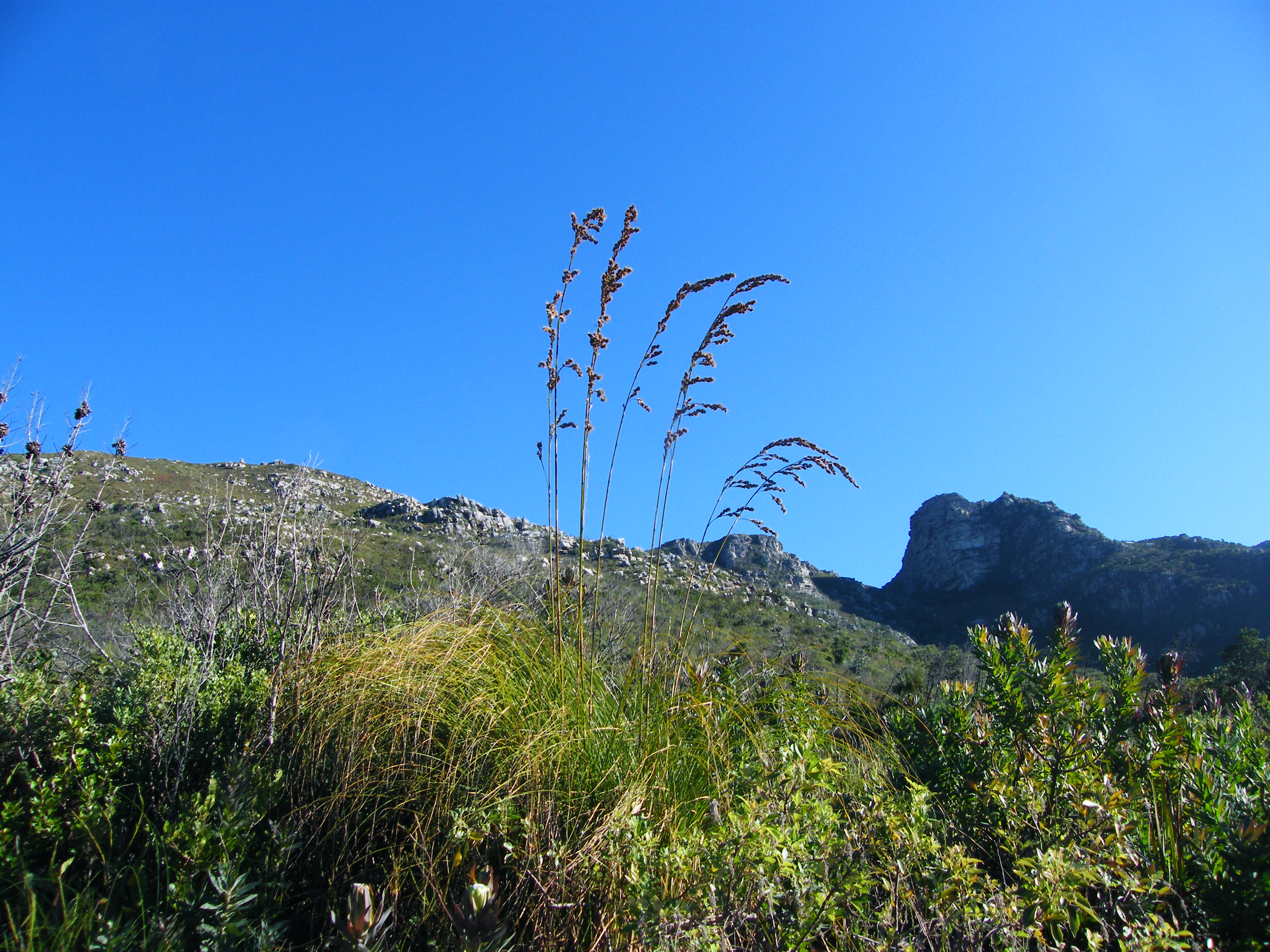